# Raymond Smith Dugan
Raymond Smith Dugan (* 30. Mai 1878 in Montague, Massachusetts; † 31. August 1940 in Bryn Mawr, Pennsylvania) war ein US-amerikanischer Astronom. 
Dugan schloss 1902 sein Studium am Amherst College (Massachusetts) ab und ging dann nach Heidelberg, wo er 1905 an der Landessternwarte Heidelberg-Königstuhl seine Dissertation verfasste.
Zu diesem Zeitpunkt war die Heidelberger Sternwarte unter Max Wolf ein Zentrum der Asteroidenbeobachtung und -entdeckung. Während seiner Zeit dort entdeckte Dugan 16 Asteroiden.
Im Jahr 1905 ging er in die USA zurück und arbeitete an der Princeton University. 1908 wurde er Assistent-Professor, 1920 Professor. 1927 verfasste er gemeinsam mit Henry Norris Russell und John Quincy Stewart ein einflussreiches, zweibändiges Werk mit dem Titel Astronomy: A Revision of Young’s Manual of Astronomy (Ginn & Co., Boston, 1926–27, 1938, 1945), das über zwei Jahrzehnte zum astronomischen Standardwerk wurde. Der erste Band beschäftigt sich mit dem Sonnensystem, der zweite mit der Astrophysik und der stellaren Astronomie. Seit 1931 war er gewähltes Mitglied der American Philosophical Society.
Dugan starb 1940 nach langer Krankheit. Seine Frau, mit der er seit 1909 verheiratet war, und zwei Adoptivkinder überlebten ihn. 
Der Asteroid (2772) Dugan und der Mondkrater Dugan sind nach ihm benannt.